# 卡坎卡河
50°35′47″N 21°26′38″E / 50.596415°N 21.443846°E
卡坎卡河是波蘭的河流，位於該國中南部，屬於維斯瓦河的支流，河道全長35公里，流域面積183平方公里，河口處在桑多梅日附近。